# أوستاشكوف
اوستاشكوف (الروسية: Осташков) هي إحدى مدن روسيا في الكيان الفدرالي الروسي تفير أوبلاست.

## أعلام
- أناتولي سافين